# Zio Paperone alla ricerca della lampada perduta
Zio Paperone alla ricerca della lampada perduta (DuckTales: The Movie - Treasure of the Lost Lamp) è un film d'animazione del 1990 diretto da Bob Hathcock, prodotto da Disney con i protagonisti della serie animata DuckTales - Avventure di paperi.
Il film si colloca cronologicamente tra la terza e la quarta stagione della serie animata.

## Trama
Paperon de' Paperoni, Qui, Quo, Qua e Gaia si recano, a bordo di un aereo pilotato da Jet McQuack, presso un sito di scavi archeologici in Medio Oriente, nel luogo in cui Collie Baba, il più grande ladro di tutti i tempi, aveva sotterrato il suo immenso tesoro, bramato da Paperone per oltre quarant'anni. I paperi sono spiati da uno stregone di nome Merlock e dal suo imbranato servitore Dijon, il quale finge di collaborare con Paperone: Merlock desidera impadronirsi di una misteriosa lampada facente parte del tesoro di Collie Baba.
Scoperto l'ingresso di un'antica piramide, i paperi e Dijon si introducono al suo interno. Dopo aver superato delle trappole, il gruppo trova finalmente il tesoro di Collie Baba, ma appare Merlock, che ruba il tesoro e fugge con Dijon dopo aver bloccato i paperi nella piramide. I sei riescono a uscirne, ma zio Paperone ha perso il tesoro: l'unico oggetto rimastogli è una vecchia lampada ad olio, regalata a Gaia da Paperone, convinto che non abbia un grande valore economico. In realtà la lampada è proprio quella che Merlock cerca: non trovandola nel tesoro, lo stregone si lancia all'inseguimento dei paperi.
Rientrati a Paperopoli, Gaia, Qui, Quo e Qua strofinano casualmente la lampada, da cui esce un giovane Genio paperiforme, capace di esaudire tre desideri per ciascun padrone. I quattro paperini adoperano allora la sua magia per ottenere dolci e giocattoli, non senza combinare guai; per evitare che il Genio venga scoperto dallo zio, i nipoti lo camuffano da ragazzo, facendolo passare per un loro amico. Affezionatosi ai suoi nuovi amici, il Genio confida loro che Merlock era il più cattivo dei suoi padroni: dopo aver desiderato la vita eterna, lo aveva costretto a compiere varie nefandezze, tra cui l'inabissamento di Atlantide e la distruzione di Pompei, cessate solo quando Collie Baba era riuscito a sottrargli la lampada. Tramite il talismano magico da cui dipendono tutti i suoi poteri, Merlock può inoltre esprimere un numero infinito di desideri. Qui, Quo e Qua pensano dunque di usare uno dei loro ultimi desideri per fermare Merlock, ma il genio li avverte che ciò è impossibile.
Il giorno dopo i ragazzi giocano col Genio, finché Gaia non desidera che i suoi pupazzi prendano vita: la confusione che ne deriva costringe il Genio a rivelarsi a Paperone. Lo zio si impadronisce quindi della lampada e chiede il tesoro di Collie Baba, quindi porta con sé la lampada a un convegno di milionari presso una località montana, dove il papero ha intenzione di dare la notizia del ritrovamento del tesoro. I due vengono seguiti da Merlock e da Dijon.
Una volta arrivati, il Genio si accorge della presenza di Merlock, e usa i suoi poteri per difendere Paperone dal mago. Mentre si apprestano a tornare a casa, Paperone perde accidentalmente la lampada, che viene ritrovata da Dijon: il Genio, pur di non cadere nuovamente nelle grinfie di Merlock, convince Dijon a diventare il suo nuovo padrone. Quando Paperone riesce a seminare Merlock, torna in fretta al deposito, dove scopre che, grazie alla magia del Genio, tutti i suoi averi sono ora proprietà di Dijon: questi lo fa arrestare per violazione di domicilio.
Qui, Quo, Qua, Jet, la Tata e Archie pagano la cauzione di Paperone, e insieme a lui organizzano un assalto al deposito per riappropriarsi della lampada e annullare il desiderio di Dijon. I paperi riescono con fatica a entrare e a raggiungere lo studio di Dijon, ma Merlock riesce a precederli e si impossessa della lampada: ordina al Genio di punire Dijon trasformandolo in un maiale, quindi gli comanda di far assumere al deposito l'aspetto del suo antico maniero e di trasportarlo in volo nel deserto. Mentre si trovano in volo, Merlock desidera che Paperone venga scaraventato via dalla sua dimora, e il Genio è costretto a ubbidire; sopraggiungono però i nipoti, che tolgono di mano la lampada: la lampada e Paperone precipitano nel vuoto e Merlock li insegue sotto forma di un grifone. Paperone riesce però a fargli perdere il suo talismano: Merlock riprende così il suo normale aspetto e precipita nel vuoto, mentre Paperone prende la lampada e desidera di ritornare istantaneamente a Paperopoli, insieme alla sua famiglia e tutti i suoi averi.
Di nuovo al deposito, Paperone sostiene di voler mettere fine per sempre alla magia della lampada, perché troppo rischiosa: con gioia dei nipoti, utilizza il suo ultimo desiderio per trasformare il Genio in un bambino vero. La lampada si sgretola e tutti i desideri precedentemente espressi vengono annullati. Qui, Quo, Qua e Gaia corrono a giocare col loro nuovo amico, mentre Paperone si gode la sua riconquistata fortuna. Mentre sta per tuffarsi nell'oro, scopre però Dijon, ritornato normale, che sta scappando con una ingente quantità di denaro, e si lancia quindi al suo inseguimento tra le strade di Paperopoli.

## Distribuzione

### Edizione italiana
L'edizione italiana del film è a cura di Andrea De Leonardis e il doppiaggio fu eseguito presso la Fono Roma con la collaborazione del Gruppo Trenta e diretto da Germana Dominici. Nella versione uscita nei cinema la sigla all'inizio dei titoli di coda veniva eseguita fuori tempo, a differenza di quella alla fine di essi (che sostituisce la versione strumentale presente in originale). L'errore fu corretto in occasione della prima edizione VHS, ma l'operazione provocò un nuovo errore di missaggio in cui le battute di Paperone e Dijon durante la fuga di quest'ultimo sono spostate indietro, rimuovendo quelle pronunciate dai due personaggi mentre Dijon tenta di derubare Paperone (lo spezzone audio rimosso non fu più riproposto). Le edizioni home video distribuite nel 2004 presentano un'ulteriore modifica alla scena: le battute di Paperone e Dijon vengono infatti ripetute in modo da coprire il buco audio creatosi e rimediare al fuori sincrono.

## Accoglienza

### Incassi
Il film non è stato il successo finanziario che la Disney avrebbe sperato, dovendo affrontare la concorrenza di altre uscite estive, come I pronipoti - Il film. Lo studio ha subito una perdita di $ 2 milioni con Bianca e Bernie nella terra dei canguri.
Gli incassi in patria arrivarono a $ 18,115,724.

### Critica
Il film ha ricevuto recensioni generalmente positive sin dalla sua uscita originale.
Chris Hicks, del Deseret News, ha affermato di essere entrato "con aspettative molto basse ... Sono rimasto piacevolmente sorpreso di quanto sia intelligente e divertente il film."
Il film ha una valutazione di gradimento dell'88% su Rotten Tomatoes, in base a 8 recensioni..

## Riconoscimenti
- 1991 - Young Artist Awards
  - Candidatura come Miglior film d'animazione per la famiglia